# 劉光斗 (天啓進士)
劉光斗（1591年6月11日—1652年9月30日，萬曆十九年四月二十日－順治九年八月二十八日），字暉吉，號訒韋。直隸常州府武進縣（今屬江蘇省常州市）人。明末清初政治人物，崑曲作家。

## 生平
天启四年（1624年）甲子科舉人。天啟五年（1625年）聯捷乙丑科三甲第十二名進士。授浙江紹興府推官。任內多清理積案、昭雪冤獄，兼理會稽縣、諸暨縣事務，興築石堤海塘，縣民因此為劉光斗立祠。之後受浙江巡撫任命為監軍，討伐海寇劉香。七年（1627年），充任丁卯科浙江鄉試分考官。
崇禎元年（1628年）三月，敕授文林郎、妻吳氏封孺人。
崇禎五年（1632年），舉卓異，考選試用廣西道監察御史。六年（1633年），實授廣西道監察御史。因與閹黨親善，以結黨營私、貪污收賄革職。
崇禎十七年（1644年），受馬士英、劉澤清舉薦重新起用為御史。然而「朝政混亂、賄賂公行」。
弘光元年（清順治二年，1645年），以監察御史加大理寺右寺丞。
同年，清軍大舉南下，破南京，劉光斗降清，奉和碩豫親王多鐸之命安撫常州府，改行人司司正，赴福建頒詔招撫。後升授工部屯田司郎中，加從四品銜。
順治九年（1652年），以工部郎中充任壬辰廣西鄉試主考官，染傷寒卒於道上。有誥敕四道。
因安撫常州功勞，常州府屬各縣合議公請特建仁賢祠。頒詔福建時，多次為疑案開釋曉諭，使福建免於屠戮而保全紳民無數，「有活氓功」，閩南至民國仍每年祭祀之。

### 戲曲
劉光斗僱養家樂，全部皆為女伶。演唱風格與明末崑曲相反，著重舞台佈景、色彩燈光之效果。

## 家庭及關聯
- 祖父：劉應時。歲貢生，五舉鄉飲大賓。
- 父：劉純敬。郡庠生，舉鄉飲大賓。
- 伯：劉純仁。
- 從兄弟：劉熙祚、劉永祚、劉綿祚、劉漢卿。

### 妻妾
- 正室：吳氏，累封太恭人。州判吳世澤之女。
- 側室：徐氏。
- 側室：杜氏。
- 側室：孟氏。

### 子女
皆正室所生。
- 長子：劉謙尊（1612年－1676年），順治五年舉人。
- 次子：劉履旋（1613年－1687年），順治四年進士。
- 長女，適庠生趙彭年。
- 次女，適庠生黃曾志。
- 三女，適無錫庠生浦映翼。

## 著作
- 《論衡評》，天啟六年閻光表刻本。